# Carex sectoides
Carex sectoides är en halvgräsart som först beskrevs av Georg Kükenthal, och fick sitt nu gällande namn av Elizabeth Edgar. Carex sectoides ingår i släktet starrar, och familjen halvgräs. Inga underarter finns listade i Catalogue of Life.